# Reino de Mira
O Reino de Mira (ca. 1330-1190 a.C.) foi um dos estados vassalos semi-autônomos que surgiram no oeste da Anatólia após a destruição do reino de Arzava pelo Império Hitita.

## Localização
De acordo com o entendimento atual, a fronteira norte de Mira com as terras do rio Seha foi marcada pelo relevo Karabel. Isto foi proposto pela primeira vez em 1975 por Hans Gustav Güterbock e confirmado por John David Hawkins ao decifrar a inscrição no relevo em 1998. A fronteira sul com as terras de Luca provavelmente estava em Milas, enquanto a fronteira oriental com o reino hitita pode ter sido em algum lugar ao redor de Afyon. As fronteiras com outros territórios, como Pitassa, Masa e o reino de Arzava, são atestadas apenas em períodos de tempo limitados. Mira era a mais próxima das terras de Arzava do reino hitita.

## História
A referência mais antiga a Mira está ligada à campanha de Arzava do rei hitita Supiluliuma I no século XIV a.C., mas não está claro se Mira era um dos oponentes do rei hitita ou qual era sua relação com Arzava. A filha de Supiluliuma, Muwatti era casada com Mašḫuiluwa, que veio das terras de Arzava. Após a conclusão bem-sucedida da campanha de Arzava pelo filho e sucessor de Supiluliuma, Mursil II, Mašḫuiluwa foi instalado em Mira como governante vassalo e concedido 600 homens como guarda pessoal. Quanto da área das antigas terras de Arzava foram abrangidas por Mira não está claro. É provável que Mira se estendesse até a costa do mar Egeu e tivesse sua capital em Apasa (provavelmente Éfeso). Logo depois, Mašḫuiluwa foi condenado por perjúrio, instigou a terra de Pitassa contra os hititas e fugiu para a terra de Masa. Mursil II ameaçou invadir Masa e, assim, Mašḫuiluwa foi entregue a ele, após o que foi deportado para Hatusa. De acordo com 'os grandes homens' de Mira, o sucessor de Mašḫuiluwa foi seu sobrinho e filho adotivo, Kupanta-Runtiya.
Durante o reinado de Hatusil III no século XIII a.C., parece ter havido divergências entre os hititas e o rei de Mira (provavelmente Kupanta-Runtiya), por causa do apoio deste último ao Uri-Tessub, a quem Hatusil havia deposto. Se isso levou à guerra entre Mira e os hititas não está claro. A última referência conhecida a Mira está no tratado de Tudália IV com seu primo ou tio Curunta de Taruntassa, no final do século XIII a.C., no qual um rei de Mira com o nome  de Alantali é nomeado como testemunha do tratado.

### Reis

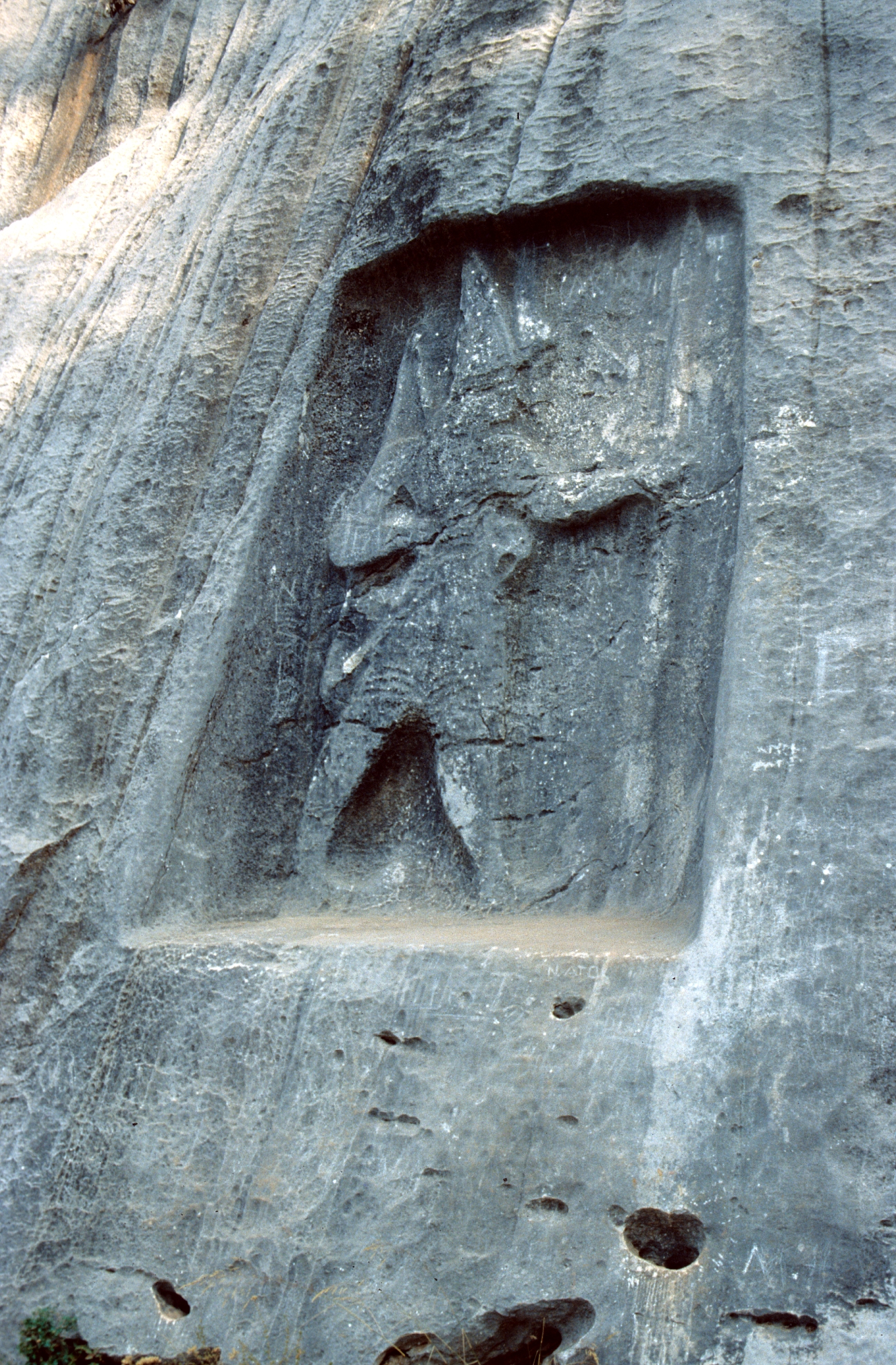
Relevo do rei Tarkasnawa de Mira em Karabel

- Mašḫuiluwa (ca. 1330–1300 a.C.); casou-se com Muwatti, a irmã de Mursil II.
- Kupanataruntiya (Kupantakurunta; ca. 1300–1250/40 a.C.); sobrinho e filho adotivo de Mašḫuiluwa.
- Alantali (depois de 1259 – depois de 1236 v. Chr.)
- Tarkasnawa (até algum tempo após 1 220 a.C.); filho de Alantali
- Mašḫuitta ou Parḫuitta (Leitura incerta; depois de 1220 a.C.)

## Testemunhos
Na inscrição de Suratkaya, um 'Grande príncipe' Kupantakurunta é nomeado, que provavelmente é filho de Mašḫuiluwa. A referência a Mira na inscrição é uma indicação de que a terra se estendia pelo menos até a parte oriental dos Montes Beşparmak.
Mira é mencionada em cerca de vinte tabuinhas cuneiformes, principalmente fragmentárias, encontradas em Boğazkale (Hatusa) dos séculos XIV e XIII a.C. No relevo Karabel, um rei de Mira chamado Tarkasnawa é retratado. A inscrição hieroglífica luvita no relevo diz:

Tarkasnawa, Rei [da terra de] Mira

[filho de] Alantali, Rei da terra de Mira

neto de ...., Rei da terra de Mira
O nome Tarkasnawa também aparece em um selo de prata e em impressões de selo de Hatusa, onde o nome era anteriormente lido como Tarkondemos.